# Canal 3 (Formosa)
El Canal 3 de Formosa es un canal de televisión abierta argentino que transmite desde la ciudad de Formosa. El canal se llega a ver en la Provincia de Formosa y zonas aledañas. Es operado por el Gobierno de Formosa dependiente de la Subsecretaría de Comunicación Social.

## Historia

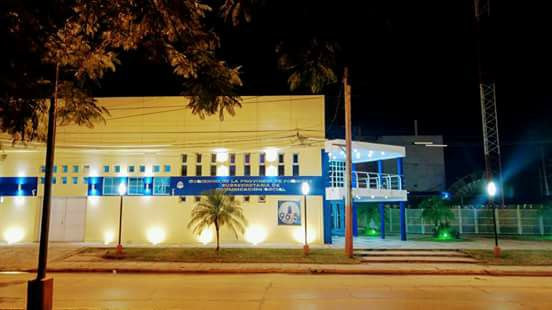
Edificio de la Subsecretaría de Comunicación Social, sede de Canal 3.

La licencia inició sus transmisiones regulares el 10 de junio de 1987 con la necesidad de poseer un canal propio de la provincia, ya que el Canal 11 era propiedad del Estado argentino.
Para subsanar este inconveniente, el entonces Gobernador Floro Bogado declaró el Estado de Emergencia Informativa y de Comunicación Social en todo el territorio provincial, que permitió el lanzamiento de la señal y Radio Tropical (FM 96.5 MHz, hoy 96.9) bajo la esfera del gobierno formoseño.

## Programación
Actualmente el "Canal 3 Formosa" posee una Dirección de Televisión y Contenidos Culturales a cargo de la Lic. Sandra Guadalupe Beckley, parte de la programación del canal consiste en transmitir contenidos de origen regional (varios de ellos producidos por Canal 3), entre ellos se destacan Canal 3 Noticias (que es el servicio informativo del canal), Magazine (noticiero de la mañana), Participamos (político juvenil) Estar bien (interés general), Formosa, yo te canto (programa musical), Clave política (programa político) y Modo Find3 (programa sabatino) y Domingón (programa dominical) entre otros programas locales)

## Programas
De lunes a viernes, a las 07:00hs "El Ritual de la Mañana" programa radial de información y actualidad transmitido por Canal 3 Formosa.
9:00hs "MAGAZINE",   programa de 3 horas con toda la actualidad, variedad y panelistas de diversas temáticas. Conducción del Programa: Rolando Acosta y Daniela Lescano, junto a un equipo de especialistas de distintas áreas.
12:00hs, "C3 NOTICIAS", es el servicio informativo del canal.
El Canal 3 Formosa posee especialistas deportivos como lo son los periodistas Rodrigo Lezcano, Diego Berardo, Joaquín Bregan, Iván Ayala les acercan toda la información del deporte formoseño los lunes y viernes de 19:00hs a 20:30hs a través del programa "Marca Personal".
Los lunes a las 22:00hs está el programa "En ZOOM" programa de información, entrevistas y análisis de la política formoseña con la conducción de Rolando Acosta.
Los martes a las 22:00hs "Nuestros Pueblos" programa documental de la geografía, la idiosincrasia y la historia de los pueblos formoseños.
Los miércoles se encuentra "Participamos" un programa político juvenil, con la conducción de Micaela Servín. A su vez, posee su edición grabada de los lunes a las 20:30hs, donde se exponen jóvenes destacados en diversos ámbitos de la sociedad formoseña, sus historias, sus lugares de origen, así como también trata temas de interés de los jóvenes formoseños.
A las 22:00hs "Clave Política", programa de análisis político provincial y nacional con la conducción de Jorge Arias y Florencia Zanello.
Los jueves a las 19:00hs "Netamente Formoseño" programa televisivo de fortalecimiento y promoción para los canales de comercialización de los alimentos producidos por las familias paipperas.
A las 20:00hs "Estar Bien" un programa de interés general que trata temas sobre salud mental , alimentación, medio ambiente y diferentes con la conducción de Daniela Lescano.
De lunes a viernes se lleva a cabo "Somos Radio y TV" programa radial transmitido desde la Radio Tropical Formosa.
Los viernes a las 22:00hs "Modo Finde" programa de entretenimiento con la conducción de Hernán Salinas y Micaela Servín.
Los sábados a las 12:00hs "Pasión por Formosa", programa sabatino de entrevistas a formoseños que escriben la historia de Formosa. Con la conducción de Domingo "Tato" del Valle, Daniel Torales y la producción de Valeria del Valle.
"Entidades" programa donde se comparten las experiencias y actividades de los adultos mayores.
"Vida Nueva" programa que trata sobre el encuentro con la espiritualidad.
"Deporte en la Memoria" un programa de relatos de destacados de deportistas formoseños que hicieron historia, con la conducción de Alfredo Domínguez.
19:30hs "Continental Ritmo Show" programa musical de la movida tropical, con la conducción de Ariel Ramírez.
21:00hs "TV Educa" un programa que refleja las acciones de Gobierno en el área educativa.
22:00hs "Formosa Yo te Canto" un programa musical donde se da promoción y conocimientos a los artistas populares formoseños y sus historias, con la conducción de la Dra. Nathalia Mariel Martínez.
Los domingos a las 11:00hs "Tallercito del 3", con Carmela Barrientos, para invitarte a conocer y expresar tus emociones a través del arte.
12:00hs "Sabores Formoseños" programa de cocina regional, que promociona y revaloriza los platos formoseños, con la conducción del Chef Alejandro Aquino.

## Canal 3 Noticias
Canal 3 Noticias es el servicio informaivo del canal con principal enfoque en la Provincia de Formosa. Posee dos ediciones que se emiten de lunes a viernes a las 13:00 y a las 21:00.